# Philharmonisches Orchester Seoul
Das Philharmonische Orchester Seoul (Seoul Philharmonic Orchestra, SPO) mit Sitz in Seoul gehört zu den Sinfonieorchestern Südkoreas mit internationalem Ruf. Es wurde 1948 gegründet. Die erste Auslandsreise führte 1965 nach Japan, gefolgt von Auftritten in Südostasien 1977, den USA 1982, 1986 und 1996, einer Europatournee 1988 im Vorfeld der Olympischen Sommerspiele in Seoul und einem Konzert in Peking 1997. Die Philharmonie ist seit 2005 eine eingetragene Stiftung.

## Überblick
Das Philharmonische Orchester Seoul hat eine längere Geschichte als jedes andere koreanische Sinfonieorchester. Im Februar 1948 hielt das Orchester sein Eröffnungskonzert unter der Leitung von Seong-Tae Kim ab. Im Oktober desselben Jahres wurde die Seoul Philharmonic Society gegründet, um das Orchester zu unterstützen. Nach einem Abonnementkonzert in der Seoul Civic Hall am 25. Juli 1950 musste das Orchester seine Aktivitäten wegen des Ausbruchs des Koreakriegs einstellen, nahm jedoch fünf Monate später die Tätigkeit unter dem Namen Naval Symphony Orchestra wieder auf.
Im August 1957 verabschiedete der Seoul Metropolitan Council die „Seoul Metropolitan Ordinances to Install a City-Run Orchestra“, und das Naval Symphony Orchestra wurde zum Seoul Philharmonic Orchestra, dem ersten von einer Regierung finanzierten koreanischen Orchester. Saeng-Ryo Kim wurde zum ersten Chefdirigenten ernannt. Seitdem hat das SPO dazu beigetragen, das symphonische Standardrepertoire (etwa Mozart, Beethoven, Brahms, Tschaikowsky) in Korea zu etablieren. Durch diese Aufführungen erlangten koreanische Musiker wie Kyung-Sook Lee, Kun-Woo Paik, Kyung-Wha Chung, Dong-Suk Kang und Myung-Whun Chung erhöhte Anerkennung.
Die erste Auslandsreise führte 1965 nach Japan, gefolgt von Auftritten in Südostasien 1977, den USA 1982, 1986 und 1996, einer Europatournee 1988 vor den Olympischen Spielen in Seoul in diesem Jahr und einer Aufführung 1997 in Peking. Das Seoul Philharmonic Orchestra wurde am 1. Juni 2005 als eingetragene Stiftung neu ins Leben gerufen und Myung-Whun Chung zum Musikdirektor ernannt (er war 2005 künstlerischer Berater).
Seit dem Neustart als eingetragene Stiftung tritt das Seoul Philharmonic Orchestra mit erstklassigen Dirigenten und Solisten auf. Zu den Dirigenten gehörten und gehören David Afkham, Andrey Boreyko, Charles Dutoit, Christoph Eschenbach, Mikko Franck, Manfred Honeck, James Judd, Kirill Karabits, Lorin Maazel, Mark Minkowski, Leonard Slatkin, Gennady Rozhdestvensky, François-Xavier Roth, Michael Sanderling, Jukka-Pekka Saraste und Pinchas Zukerman, zu den Solisten Nicholas Angelich, Martha Argerich, Seong-Jin Cho, Gary Graffman, Valentina Lisitsa, Alexei Ljubimow, Alexander Melnikov, András Schiff und Arcadi Volodos (Klavier), Kyung-wha Chung, Ilja Gringolts, Viviane Hagner und Leonidas Kavakos (Violine), Tabea Zimmermann (Viola), Gautier Capuçon, Julian Lloyd Webber und Mischa Maisky (Violoncello), Heinz Holliger (Oboe), Håkan Hardenberger (Trompete) und Colin Currie (Schlagwerk).
Das Orchester setzt neben dem Standardrepertoire einen Schwerpunkt auf moderne Musik. Laut Los Angeles Times hat das Seoul Philharmonic Orchestra „den Ruf, mehr neue Musik zu fördern als jedes andere große asiatische Orchester“. 2006 war es das erste koreanische Orchester, das die Composer-in-Residence-Praxis adaptierte. Berufen wurde die in Berlin lebende Komponistin Unsuk Chin (2006–2018 Composer in Residence und künstlerische Leiterin der von ihr begründeten Konzertreihe für zeitgenössische Musik „Ars Nova“, 2016–2018 auch Artistic Advisor des Orchesters). Zu den Dirigenten der Konzertreihe „Ars Nova“ zählten Baldur Brönnimann, Thierry Fischer, Peter Eötvös, Roland Kluttig, Susanna Mälkki, Kwamé Ryan, François-Xavier Roth und Ilan Volkov. Bis 2011 präsentierte die Reihe rund 100 koreanische Premieren – die Hälfte davon waren asiatische Premieren – von Werken führender Komponisten des 20. und 21. Jahrhunderts, darunter Pierre Boulez, John Cage, György Kurtág, György Ligeti, Witold Lutosławski, Olivier Messiaen, Giacinto Scelsi, Igor Strawinsky, Anton von Webern und Iannis Xenakis. 2009 arbeitete „Ars Nova“ mit IRCAM zusammen, dem in Paris ansässigen Zentrum für elektronische Musik. Seit 2011 hat das Seoul Philharmonic Orchestra Orchesterwerke bei Komponisten wie Pascal Dusapin, Peter Eötvös, York Höller und Tristan Murail für die Reihe in Auftrag gegeben oder mit in Auftrag gegeben. Darüber hinaus wurden mehrere Auftragsarbeiten bedeutender koreanischer Komponisten uraufgeführt.
Das Orchester unterzeichnete 2011 einen Vertrag mit der Deutschen Grammophon über die Veröffentlichung von zehn Alben über einen Zeitraum von fünf Jahren. Dies ist das erste Mal, dass ein asiatisches Orchester einen so umfangreichen Vertrag unterzeichnet hat. Eine Porträt-CD mit Musik von Unsuk Chin wurde mit dem International Classical Music Award und dem BBC Music Magazine Award in der Kategorie Contemporary Music ausgezeichnet.
2014 spielte das Seoul Philharmonic Orchestra als zweites asiatisches Orchester nach dem NHK Symphony Orchestra in den Londoner Proms.
Der Nachfolger von Myung Whun Chung (2006–2015) ist Osmo Vänskä, der einen dreijährigen Vertrag ab 2020 unterzeichnet hat. Als Hauptgastdirigent und Conductor in Residence wirken Thierry Fischer und Markus Stenz.

## Persönlichkeiten

### Hauptdirigent und künstlerischer Leiter
- Saeng-Ryeo Kim (1948–1961)
- Man-Bok Kim (1961–1969)
- Gyeong-Su Won (1970–1971)
- Jae-Dong Jeong (1974–1990)
- Eun-Seong Park (1990–1991)
- Gyeong-Su Won (1994–1996)
- Mark Ermler (2000–2002)
- Seung Kwak (2003)
- Myung-Whun Chung (2005–2015)
- Osmo Vänskä (2020–2022)
- Jaap van Zweden (ab Januar 2024)

### Ständiger Gastdirigent
- Thierry Fischer (2017–heute)

### Conductor in Residence
- Markus Stenz (2017–heute)

### Composer in Residence
- Unsuk Chin (2006–2018)

### Präsident
- Pal-Seong Lee (2005–2008)
- Jooho Kim (2009–2012)
- Hyeon-Jeong Park (2013–2014)
- Heung-Sik Choi (2015–2018)
- Eun-Kyung Kang (2018–heute)